# 2 Волка
2 Волка (лат. 2 Lupi), f Волка (лат. f Lupi), HD 135758 — двойная звезда в созвездии Волка на расстоянии приблизительно 358 световых лет (около 110 парсеков) от Солнца. Видимая звёздная величина звезды — +4,47m.

## Характеристики
Первый компонент — оранжевый гигант спектрального класса K0IIIaCH-1, или K1II/III, или G9IIIaFe1, или K0. Масса — около 4,041 солнечных, радиус — около 25,029 солнечных, светимость — около 276,026 солнечных. Эффективная температура — около 4718 K.
Второй компонент — коричневый карлик. Масса — около 56,25 юпитерианских. Удалён на 2,382 а.е..